# Pidbirea, Rohatîn
Pidbirea (în ucraineană Підбір`я) este un sat în comuna Fraha din raionul Rohatîn, regiunea Ivano-Frankivsk, Ucraina.

## Demografie
Componența lingvistică a localității Pidbirea
     Ucraineană (100%)
Conform recensământului din 2001, toată populația localității Pidbirea era vorbitoare de ucraineană (100%).